# SMS Schwaben
Le SMS Schwaben est le quatrième navire de la classe Wittelsbach de la marine impériale allemande qui en comprenait cinq. Il a été lancé en 1901.

## Service
Ce pré-dreadnought a été bâti au chantier naval impérial de Wilhelmshaven pour un coût de 21 678 000 marks, et lancé le 19 août 1901. Il est mis en service le 13 avril 1904. Contrairement à l'avis du chef de la flotte, l'amiral von Koester, d'affecter le navire à la flotte de combat (future Hochseeflotte en 1906), il l'est aux navires d'essais de torpille, selon le désir de l'amiral von Tirpitz. C'est le 18 mai 1904 qu'il commence son voyage d'essai de Wilhelmshaven vers le cap Skagen avec retour à Kiel. Il rencontre au nord de Fehmarn des hauts-fonds inconnus jusqu'alors et sa quille est abîmée sur une longueur de trente mètres. Il part en réparations et reprend ses voyages d'essai jusqu'à la fin de l'année.
Après une courte période, où il sert de navire-école pour l'artillerie (spécialement des torpilles), le SMS Schwabe remplace le 11 janvier 1905 le SMS Mars comme navire-école pour l'artillerie, pendant quelques années, tout en participant annuellement aux grandes manœuvres, comme celles de l'automne. Il prend part notamment avec le SMS Ulan aux exercices de tir qui ont lieu en octobre 1905 en mer du Nord. En avril et mai 1906, il est en exercices devant Swinemünde avec d'autres navires d'essais et d'autres navires-écoles. En juillet 1907, ceux-ci se passent devant les côtes orientales de Poméranie avec le SMS Fritjhof (de) et le tender SMS Fuchs (de). Il est navire amiral le mois suivant aux grandes manœuvres, pour un escadron comprenant le SMS Fritjhof, le SMS Ägir (de) et les grands croiseurs SMS Prinz Adalbert et SMS Vineta ; ainsi que les petits croiseurs SMS Undine, SMS Nymphe et SMS Zieten (en) ; et les mouilleurs de mines SMS Nautilus et SMS Pelikan. Il ne participe pas aux manœuvres de l'année suivante, mais à celles de 1909, où il est à nouveau navire amiral, cette fois-ci d'une formation de navires anciens. Il est ensuite affecté du 19 août au 11 septembre 1910 à la IIIe escadre de la Hochseeflotte pour remplacer pendant les grandes manœuvres le cuirassé SMS Kurfürst Friedrich Wilhelm et le SMS Weißenburg vendus à la marine ottomane. Il est ensuite envoyé en réparations à Wilhelmshaven et reprend son service le 4 janvier 1911. Il fait partie aux manœuvres de 1911 de la IIIe escadre et mis hors service le 30 novembre pour être affecté à la division de réserve de la mer du Nord et à celle de la mer Baltique, l'année suivante. Il est réactivé pour les manœuvres de 1912 du 14 août au 28 septembre, où il est le navire-amiral du contre-amiral von Spee.

### Première Guerre mondiale
Au déclenchement de la guerre, le SMS Schwaben est un navire âgé qui est affecté le 8 août 1914 à la IVe escadre, nouvellement formée, chargée de surveiller les avant-postes et les côtes, notamment dans la région de l'embouchure de l'Elbe. Il participe aussi à des actions de sécurité en mer Baltique en septembre 1914 et en mai 1915.
Au début de juillet 1915, l'escadre reçoit l'ordre du grand-amiral Henri de Prusse (haut-commandant de la flotte de la Baltique) de prendre part à l'opération du golfe de Riga en soutien du débarquement de troupes (elles sont déjà débarqué à Libau en mai) à Riga qui est prévu ensuite pour prendre Saint-Pétersbourg et la Carélie. Le SMS Schwaben sert ensuite de garde-côte à partir du 24 septembre 1915 à Libau. Les cuirassés allemands sont considérés comme vulnérables aux mines (ce qui a causé le naufrage du Prinz Adalbert le 23 octobre 1915) et aux torpilles et sont rendus obsolètes par l'arrivée des nouveaux dreadnoughts la classe Gangout pour la Marine impériale de Russie qui possèdent une artillerie plus performante. Aussi les vieux pré-dreadnought allemands sont-ils déclassés et mis hors service. Le Schwaben quitte Libau le 10 novembre, avec le SMS Wettin, le SMS Wittelsbach et le grand cuirassé SMS Prinz Heinrich. Le SMS Zähringen retrouve l'escadre à Dantzig qui arrive à Kiel, le 11 novembre 1915. Le Schwaben retourne à Wilhelmshaven pour remplacer le SMS Kaiser Karl der Große en tant que navire-école, jusqu'à la fin de la guerre.

### Fin de carrière
Le Schwaben est mis hors service le 16 décembre 1918. Il est aménagé en dépôt pour les dragueurs de mines de type-F. Il est rayé des cadres en mars 1921 et vendu à une entreprise de démolition navale de Kiel.

## Commandants
| 13 avril 1904 à janvier 1905       | Fregattenkapitän Ernst Schäfer                |
| Janvier à décembre 1905            | Kapitän zur See William Kutter                |
| Décembre 1905 à août 1908          | Kapitän zur See Wilhelm Schack (de)           |
| Août à septembre 1908              | Korvettenkapitän Carl Kopp                    |
| Octobre 1908 à août 1910           | Kapitän zur See Richard Eckermann             |
| Août à septembre 1910              | Korvettenkapitän Hans Meidinger               |
| Septembre 1910 au 30 novembre 1911 | Kapitän zur See Georg Hebbinghaus (de)        |
| 9 au 12 mai 1912                   | Kapitän zur See Karl Thorbecke                |
| 14 août au 28 septembre 1912       | Kapitän zur See Karl Thorbecke                |
| 8 août 1914 à octobre 1915         | Kapitän zur See Friedrich von Kameke (de)     |
| Octobre à novembre 1915            | Kapitän zur See Johann von Lessel (de)        |
| Novembre 1915 à mars 1917          | Fregattenkapitän Max Leonhardi                |
| Mars à avril 1917                  | Fregattenkapitän Waldemar Krah (de)           |
| Avril à mai 1917                   | Korvettenkapitän Robert Köhler                |
| Mai 1917 à octobre 1918            | Fregattenkapitän Louis Dombrowski             |
| Octobre au 16 décembre 1918        | Kapitän zur See Joachim Darmer                |
| 1er août 1919 à mars 1920          | vacant                                        |
| Mars au 19 juin 1920               | Oberbootsmann (de) / Leutnant zur See Bartels |